# Festival bachiani

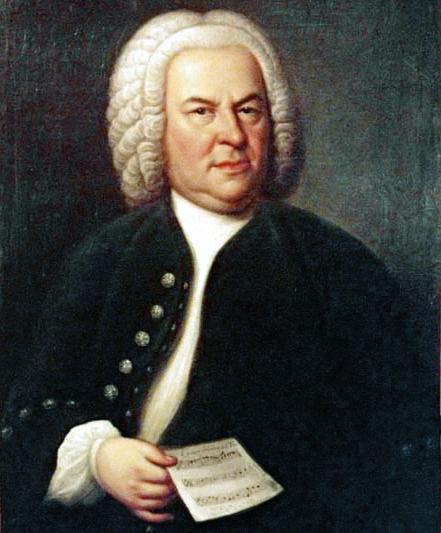
Johann Sebastian Bach.

I festival bachiani sono festival musicali organizzati in diversi paesi del mondo per celebrare la memoria del compositore tedesco Johann Sebastian Bach.

## Storia
Tra i festival bachiani più prestigiosi si segnalano il Bachfest Leipzig ("Festival bachiano di Lipsia"), le Thüringer Bachwochen ("Settimane bachiane della Turingia"), la Bach-Tage ("Giornata di Bach") a Berlino, la Würzburger Bachtage ("Giornata di Bach a Würzburg"), la Bachwoche Ansbach ("Settimana di Bach ad Ansbach"), il Carmel Bach Festival di Carmel-by-the-Sea, l'Oregon Bach Festival di Eugene, il Tilford Bach Festival di Farnham, il Bachfest Bolivia di Cochabamba, il Bach Festival di Philadelphia e il Bach Festival di Montréal. Il più antico Festival di Bach, The Bethlehem, e Baldwin Wallace si sono esibiti insieme per il 75º anniversario del festival di BW.
In Italia si segnala il World Bach-Fest di Firenze, che si tiene annualmente dal 2012.
I festival bachiani, inoltre, spesso prevedono anche attività culturali collaterali ai concerti, come congressi, giornate di studio, mostre e presentazione di nuovi libri sulla vita e sulle opere del cantor di Lipsia.